# Новое (сельское поселение станция Старица)
Новое — деревня в Старицком районе Тверской области. Входит в состав сельского поселения «станция Старица».

## География
Находится в южной части Тверской области на расстоянии приблизительно 2 км на запад по прямой от административного центра поселения деревни Старица.

## История
Деревня была отмечена (тогда как Новая) ещё на карте 1825 года. В 1859 году здесь (деревня Старицкого уезда) было учтено 75 дворов, в 1941 году — 206.

## Население
Численность населения: 588 человек (1859 год), 133 (русские 98 %) в 2002 году, 124 в 2010.